# Brandon (New York)
Brandon è un comune degli Stati Uniti d'America, situato nello Stato di New York, nella contea di Franklin.